# Campeonato Argentino Juvenil 1974
El Campeonato Argentino Juvenil de 1974 fue la tercera edición del torneo para seleccionados juveniles de las uniones regionales afiliadas a la Unión Argentina de Rugby. Se llevó a cabo entre el 16 de julio y el 4 de agosto de 1974. La Unión Cordobesa de Rugby fue designada como sede de las fases finales del torneo, su primera vez en juveniles luego de hospedar las fases finales del campeonato de mayores en 1969 y 1973.
El torneo adoptó el nuevo formato implementado en el campeonato mayor, con los equipos divididos en zonas geográficas resueltas a eliminación directa, con el ganador de cada zona clasificando a las semifinales junto al equipo local.
Buenos Aires ganó el torneo por segundo año consecutivo luego de vencer en la final a la Unión Cordobesa de Rugby por 19-3.

## Equipos participantes
Participaron de esta edición catorce equipos: trece uniones provinciales y la Unión Argentina de Rugby, representada por el equipo de Buenos Aires.
| Equipo        | Unión                                                |
| ------------- | ---------------------------------------------------- |
| Alto Valle    | Unión de Rugby del Alto Valle de Río Negro y Neuquén |
| Buenos Aires  | Unión Argentina de Rugby                             |
| Chubut        | Unión de Rugby del Valle del Chubut                  |
| Córdoba       | Unión Cordobesa de Rugby                             |
| Cuyo          | Unión de Rugby de Cuyo                               |
| Mar del Plata | Unión de Rugby de Mar del Plata                      |
| Nordeste      | Unión de Rugby del Nordeste                          |
| Rosario       | Unión de Rugby de Rosario                            |
| Salta         | Unión de Rugby de Salta                              |
| San Juan      | Unión Sanjuanina de Rugby                            |
| Santa Fe      | Unión Santafesina de Rugby                           |
| Sur           | Unión de Rugby del Sur                               |
| Tandil        | Unión Tandilense de Rugby                            |
| Tucumán       | Unión de Rugby de Tucumán                            |

Debido a la aplicación de los reglamentos del campeonato, la Unión de Rugby Austral y la Unión Jujeña de Rugby fueron excluidas del torneo.

## Primera fase

### Zona 1
|  | Primera ronda | Primera ronda | Primera ronda |               |     | Semifinales | Semifinales  | Semifinales  |     |  | Final       | Final       | Final       |  |
|  |               |               |               |               |     | 22 de junio | 22 de junio  | 22 de junio  |     |  | 23 de junio | 23 de junio | 23 de junio |  |
|  |               |               |               |               |     |             |              |              |     |  |             |             |             |  |
|  |               |               |               |               |     |             |              |              |     |  |             |             |             |  |
|  | Sur           | Sur           | 22            |               |     |             |              |              |     |  |             |             |             |  |
|  | Sur           | Sur           | 22            |               |     |             |              |              |     |  |             |             |             |  |
|  | Tandil        | Tandil        | 11            |               |     |             |              |              |     |  |             |             |             |  |
|  | Tandil        | Tandil        | 11            |               | Sur | Sur         | 3            |              |     |  |             |             |             |  |
|  |               |               |               |               | Sur | Sur         | 3            |              |     |  |             |             |             |  |
|  |               |               | Buenos Aires  | Buenos Aires  | 68  |             |              |              |     |  |             |             |             |  |
|  |               |               | Buenos Aires  | Buenos Aires  | 68  |             |              |              |     |  |             |             |             |  |
|  |               |               |               |               |     |             |              |              |     |  |             |             |             |  |
|  |               |               |               |               |     |             |              |              |     |  |             |             |             |  |
|  |               |               |               |               |     |             | Buenos Aires | Buenos Aires | 103 |  |             |             |             |  |
|  |               |               |               |               |     |             |              |              | 103 |  |             |             |             |  |
|  |               |               | Mar del Plata | Mar del Plata | 6   |             |              |              |     |  |             |             |             |  |
|  |               |               | Mar del Plata | Mar del Plata | 6   |             |              |              |     |  |             |             |             |  |
|  |               |               |               |               |     |             |              |              |     |  |             |             |             |  |
|  |               |               |               |               |     |             |              |              |     |  |             |             |             |  |
|  |               | Mar del Plata | Mar del Plata | 23            |     |             |              |              |     |  |             |             |             |  |
|  |               |               |               | 23            |     |             |              |              |     |  |             |             |             |  |
|  |               |               | Chubut        | Chubut        | 4   |             |              |              |     |  |             |             |             |  |
|  |               |               | Chubut        | Chubut        | 4   |             |              |              |     |  |             |             |             |  |
|  |               |               |               |               |     |             |              |              |     |  |             |             |             |  |
|  |               |               |               |               |     |             |              |              |     |  |             |             |             |  |
|  |               |               |               |               |     |             |              |              |     |  |             |             |             |  |
|  |               |               |               |               |     |             |              |              |     |  |             |             |             |  |

### Zona 2
|  | Semifinales | Semifinales | Semifinales |       |         | Final       | Final       | Final       |  |
|  | 22 de junio | 22 de junio | 22 de junio |       |         | 23 de junio | 23 de junio | 23 de junio |  |
|  |             |             |             |       |         |             |             |             |  |
|  |             |             |             |       |         |             |             |             |  |
|  | Rosario     | Rosario     | 16          |       |         |             |             |             |  |
|  | Rosario     | Rosario     | 16          |       |         |             |             |             |  |
|  | Tucumán     | Tucumán     | 9           |       |         |             |             |             |  |
|  | Tucumán     | Tucumán     | 9           |       | Rosario | Rosario     | 19          |             |  |
|  |             |             |             |       | Rosario | Rosario     | 19          |             |  |
|  |             |             | Salta       | Salta | 0       |             |             |             |  |
|  | Nordeste    | Nordeste    | Salta       | Salta | 0       | 6           |             |             |  |
|  | Nordeste    | Nordeste    |             |       |         | 6           |             |             |  |
|  | Salta       | Salta       | 25          |       |         |             |             |             |  |
|  | Salta       | Salta       | 25          |       |         |             |             |             |  |
|  |             |             |             |       |         |             |             |             |  |

### Zona 3
|  | Semifinales | Semifinales | Semifinales |            |      | Final       | Final       | Final       |  |
|  | 22 de junio | 22 de junio | 22 de junio |            |      | 23 de junio | 23 de junio | 23 de junio |  |
|  |             |             |             |            |      |             |             |             |  |
|  |             |             |             |            |      |             |             |             |  |
|  | Cuyo        | Cuyo        | 73          |            |      |             |             |             |  |
|  | Cuyo        | Cuyo        | 73          |            |      |             |             |             |  |
|  | San Juan    | San Juan    | 9           |            |      |             |             |             |  |
|  | San Juan    | San Juan    | 9           |            | Cuyo | Cuyo        | 45          |             |  |
|  |             |             |             |            | Cuyo | Cuyo        | 45          |             |  |
|  |             |             | Alto Valle  | Alto Valle | 10   |             |             |             |  |
|  | Santa Fe    | Santa Fe    | Alto Valle  | Alto Valle | 10   | 9           |             |             |  |
|  | Santa Fe    | Santa Fe    |             |            |      | 9           |             |             |  |
|  | Alto Valle  | Alto Valle  | 10          |            |      |             |             |             |  |
|  | Alto Valle  | Alto Valle  | 10          |            |      |             |             |             |  |
|  |             |             |             |            |      |             |             |             |  |

## Fase final
La Unión Cordobesa de Rugby clasificó directamente a semifinales por ser sede de las fases finales. 
|  | Semifinales  | Semifinales  | Semifinales |         |              | Final        | Final       | Final       |  |
|  | 2 de agosto  | 2 de agosto  | 2 de agosto |         |              | 4 de agosto  | 4 de agosto | 4 de agosto |  |
|  |              |              |             |         |              |              |             |             |  |
|  |              |              |             |         |              |              |             |             |  |
|  | Buenos Aires | Buenos Aires | 27          |         |              |              |             |             |  |
|  | Buenos Aires | Buenos Aires | 27          |         |              |              |             |             |  |
|  | Rosario      | Rosario      | 9           |         |              |              |             |             |  |
|  | Rosario      | Rosario      | 9           |         | Buenos Aires | Buenos Aires | 19          |             |  |
|  |              |              |             |         | Buenos Aires | Buenos Aires | 19          |             |  |
|  |              |              | Córdoba     | Córdoba | 3            |              |             |             |  |
|  | Cuyo         | Cuyo         | Córdoba     | Córdoba | 3            | 15           |             |             |  |
|  | Cuyo         | Cuyo         |             |         |              | 15           |             |             |  |
|  | Córdoba      | Córdoba      | 22          |         |              |              |             |             |  |
|  | Córdoba      | Córdoba      | 22          |         |              |              |             |             |  |
|  |              |              |             |         |              |              |             |             |  |

|                      |
| Buenos Aires Campeón |
| Segundo título       |